# بومیان جزیره استرالیا

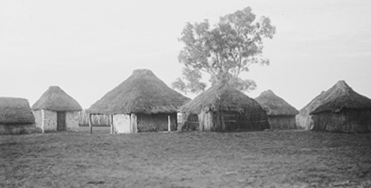
کلبه‌های بومیان در هرمانزبورگ، ۱۹۲۳

بومیان جزیره استرالیا بومیان گوناگون سرزمین اصلی استرالیا و بسیاری از جزیره‌های پیرامونش همچون تاسمانی، فریزر، هینچینبروک، گروت، تیوا، به جز جزایر تنگه تورس، هستند.
بومیان جزیره استرالیا از اقوام گوناگونی تشکیل شده‌اند که برای بیش از ۵۰٬۰۰۰ سال در این سرزمین ساکن بوده‌اند. این مردم دارای یک تاریخچه ژنتیکی مشترک و همچنین پیچیده هستند، اما فقط در دویست سال گذشته‌است که آن‌ها به شکل یک گروه واحد تعریف می‌شوند. تعریف اصطلاح «بومی» با گذشت زمان و مکان تغییر کرده‌است، از این رو نسب خانوادگی، خودشناسی و پذیرش جامعه از اهمیت متفاوتی برخوردار است.
اصطلاح بومیان استرالیا به بومیان جزیره استرالیا و همچنین جزیره‌نشینان تنگه تورساشاره دارد و این اصطلاح فقط زمانی باید استفاده شود که هر دو گروه در مبحث مورد نظر گنجانده شوند یا با خود شخصی از آن استفاده کند. (جزیره‌نشینان تنگه تورس، با وجود تبادل فرهنگی گسترده با برخی از گروه‌های بومی جزیره استرالیا و اینکه جزایر تنگه تورس بخشی از کوئینزلند هستند، از نظر قومی و فرهنگی متمایز هستند و وضعیت حکومتی مجزایی دارند).
در گذشته، بومیان استرالیایی در بخش‌های گسترده‌ای از فلات قاره زندگی می‌کردند و حدود ۱۱٬۷۰۰ سال پیش در دوره میان‌یخچالی هولوسن از بسیاری از جزایر کوچک‌تر دریا و تاسمانی هنگامی که آب طغیان کرد، جدا شدند. مطالعات در مورد ترکیب ژنتیکی گروه‌های بومی هنوز ادامه دارد، اما شواهد نشان می‌دهد که آن‌ها با مردم آسیایی باستان و نه افراد امروزی هم‌ریشگی دارند و دارای اشتراکاتی با پاپوآیی‌ها هستند ولی سال‌هاست که از جنوب شرق آسیا جدا شده‌اند. در این سرزمین پیش از سکونت گسترده اروپاییان، بیش از ۲۵۰ زبان بومی وجود داشت.
در سرشماری ۲۰۱۶ استرالیا استرالیایی‌های بومی با داشتن ۷۹۸٬۳۶۵ ۳٫۳٪ از جمعیت استرالیا را تشکیل می‌دادند، که ۹۱٪ از این افراد برابر با ۷۵۹٬۷۰۵ نفر خود را بومی جزیره، ۵٪ خود را جزیره‌نشین تنگه تورس و ۴٪ خود را از هر دو گروه معرفی کردند. آنها همچنین در سراسر جهان به عنوان بخشی از استرالیایی‌های دور از وطن زندگی می‌کنند.
بیشتر بومیان به زبان انگلیسی صحبت می‌کنند و با افزودن عبارات و کلمات بومی خود بدین زبان، انگلیسی بومیان استرالیا را شکل داده‌اند که همچنین تأثیر ملموسی از زبان‌های بومی در واج‌شناسی و دستور زبان پذیرفته‌است.
بومیان، در کنارجزیره‌نشینان تنگه تورس، در مقایسه با جامعه استرالیا دارای محرومیت‌های بسیار بهداشتی و اقتصادی هستند.

## پیشینه
آزمایشهای رادیو کربن، قدیمی‌ترین زمان سکونت در قاره استرالیا را حدود چهل تا پنجاه هزار سال قبل نشان می‌دهد. هرچند پژوهشهای ژنتیکی ارتباط مستقیمی بین بومیان استرالیا و هیچ‌کدام از نژادهای جنوب آسیا نشان نمی‌دهد اما پژوهشگران به اتفاق بر این باورند که بومیان امروزی ساکنان قاره آسیا بوده‌اند که کم‌کم از نواحی جنوبی آسیا به شمال استرالیا وارد شده و طی هزاران سال در قالب قوم‌ها و گروه‌های مختلف در این سرزمین وسیع پخش شده‌اند.
به نظر می‌رسد عامل اصلی مهاجرت به استرالیا شکار و یافتن غذا بوده‌است. بومیان استرالیا به گروهی از انسان‌ها تعلق دارند که می‌توان آن‌ها را شکارچی-گردآورنده نامید. این شیوه زندگی قبل از فراگیری کشاورزی توسط انسان‌ها رواج داشته و به این معناست که گروهی از انسان‌ها، تمام مواد غذایی مورد نیاز خود را از راه شکار حیوانات یا جمع‌آوری میوه‌ها و گیاهان تأمین نمایند. بیشتر بومیان استرالیا تا ورود اروپائیان به این سرزمین به همین شکل می‌زیسته‌اند و معمولاً مهاجرت‌های کوتاهی در منطقه خود برای یافتن غذا انجام می‌داده‌اند.
در سال ۱۷۷۰ کاپیتان جیمز کوک نیروهای خود را در منطقه نیو ساوت ولز پیاده کرد و هشت سال بعد این منطقه رسماً مستعمره بریتانیا شد. این مسئله باعث تنش و تأثیرات زیادی بر بومیان منطقه شد چرا که با ورود اینان، گونه‌های زیستی جدید نیز به قاره دست نخورده استرالیا وارد شد و بیماریهای واگیر گوناگونی چون وبا و طاعون نیز به جوامع بومی منتقل شد. از سوی دیگر سفیدپوستان برای شهرسازی و کشاورزی نیاز به زمین داشتند و به همین جهت بومیان را از زمینهایی که به آن عادت داشتند دور ساختند و در این راه به زور نیز متوسل شدند. اما بومیان بسیاری نیز به تازه واردان علاقه‌مند شدند و در جوامع جدید به کار و زندگی مشغول شدند. ادعا می‌شود که بر اثر کمبود آب و زمین و نیز شیوع بیماریهای واگیر و نیز خشونت مستقیم سفیدپوستان، بیشتر بومیان در این فاصله کشته شده باشند و از جمعیت آنان بسیار کاسته شده باشد.

## گروه‌ها و قبیله‌ها

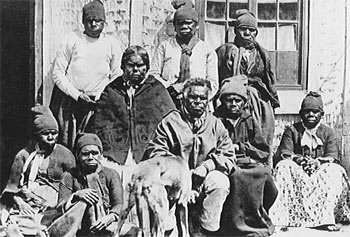
خانواده از بومیان تاسمانی

بومیان استرالیا شامل دو گروه عمده هستند: یکی بومیان جزایر تنگه تورس و دیگری بومیان ساکن استرالیا که به اَبُریجینال مشهورند. چند صد قبیله پراکنده از بومیان استرالیا به ثبت رسیده که بزرگ‌ترین آن‌ها قبایل زیر هستند:
- پیچان چاچارا (به انگلیسی: Pitjantjatjara) که در مرکز استرالیا و در نزدیکی کوه اولورو زندگی می‌کنند.
- آرِنته (به انگلیسی: Arrernt.e) در آلیس اسپرینگز.
- لوریچا Luritja
- وارپیری Warlpiri

## زبان
اگر چه امروزه زبان انگلیسی زبان رسمی استرالیاست اما بومیان خود دارای زبانهای مختلفی هستند که ارتباطی با انگلیسی ندارد. این زبانها با زبانهای مناطق دیگر دنیا هم‌خانواده نیستند. قبایل مختلف بومیان زبانهای مختلفی دارند که مهم‌ترین آن‌ها زبانهای «پیچان چاچارا»، «تیوی» و «وارپیری» هستند. قبلاً صدها زبان بومی وجود داشت، با این حال امروزه تنها ۱۵۰ نفر از آن‌ها در استفاده روزانه باقی می‌مانند. زبانهای باقی‌مانده دارای تعداد کمی از سخنرانان هستند.
با توجه به استعمار، زبانهای بومی ممکن است در آینده نزدیک منقرض شوند؛ و از هر ده نفر تنها یک نفر به زبان بومی استرالیایی صحبت می‌کند. بنابراین، چندین وظیفه برای احیای زبانهای بومی در استرالیا وجود دارد.

## مذهب
مقاله اصلی: روزگار رؤیا
بومیان استرالیا فاقد مذهب ساختار یافته بوده‌اند اما اعتقادات مذهبی و بینشی آن‌ها به خاک و زمین اهمیت زیادی می‌داده‌است به گونه‌ای که برخی سرزمین‌ها دارای قداست خاصی بوده‌اند. بومیان به عصر رؤیاها معتقد بوده‌اند و برای رؤیاها ارزش خاصی قائل می‌شده‌اند. امروزه بیش از هفتاد درصد بومیان این کشور خود را مسیحی می‌نامند و شانزده درصد نیز دین خاصی ندارند. مذاهب دیگر مانند بودیسم و اسلام نیز پیروان اندکی بین بومیان دارند.

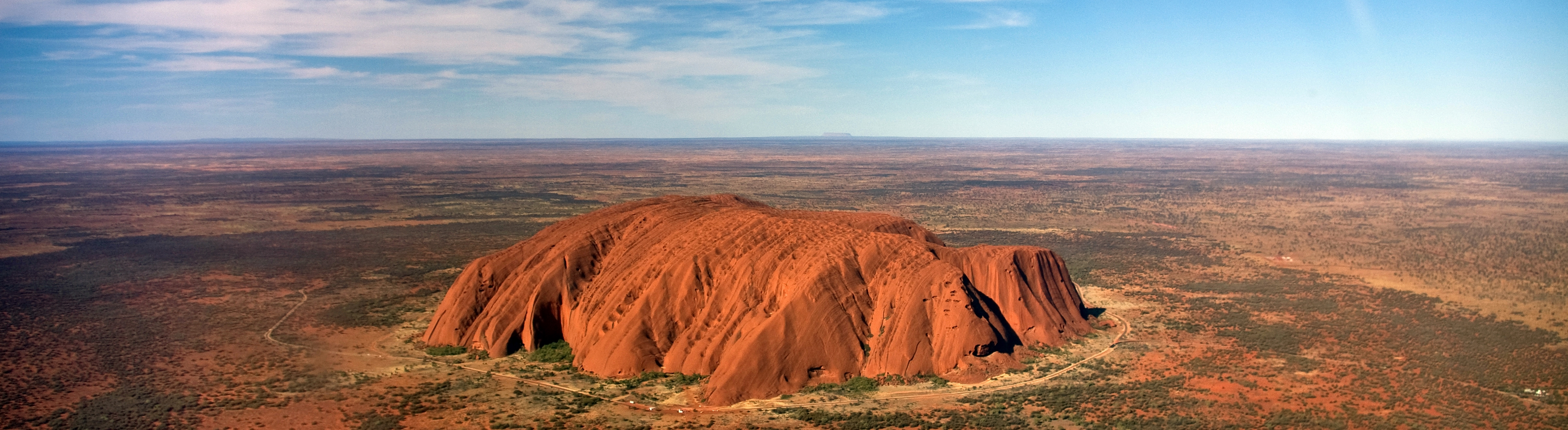
اولورو بزرگ‌ترین سنگ در جهان است. این سایت معنوی مقدس برای مردم بومی محلی است.